# 馬圭省
馬圭省 是緬甸的一個省，位於該國中西部。面積44,781平方公里，人口5,464,000人。马圭省的首府和第二大城市是马圭，最大的城市是木各具，下分7縣。
该省有一高等院校，馬圭省計算機大學。

## 行政区划
- 甘高县（ဂန့်ဂေါခရိုင်）
- 马圭县（မကွေးခရိုင်）
- 敏巫县（မင်းဘူးခရိုင်）
- 木各具县（ပခုက္ကူခရိုင်）
- 德耶县（သရက်ခရိုင်）
- 稍埠县（ချောက်ခရိုင်）
- 昂兰县（အောင်လံခရိုင်）